# تخفيض معدل التضخم

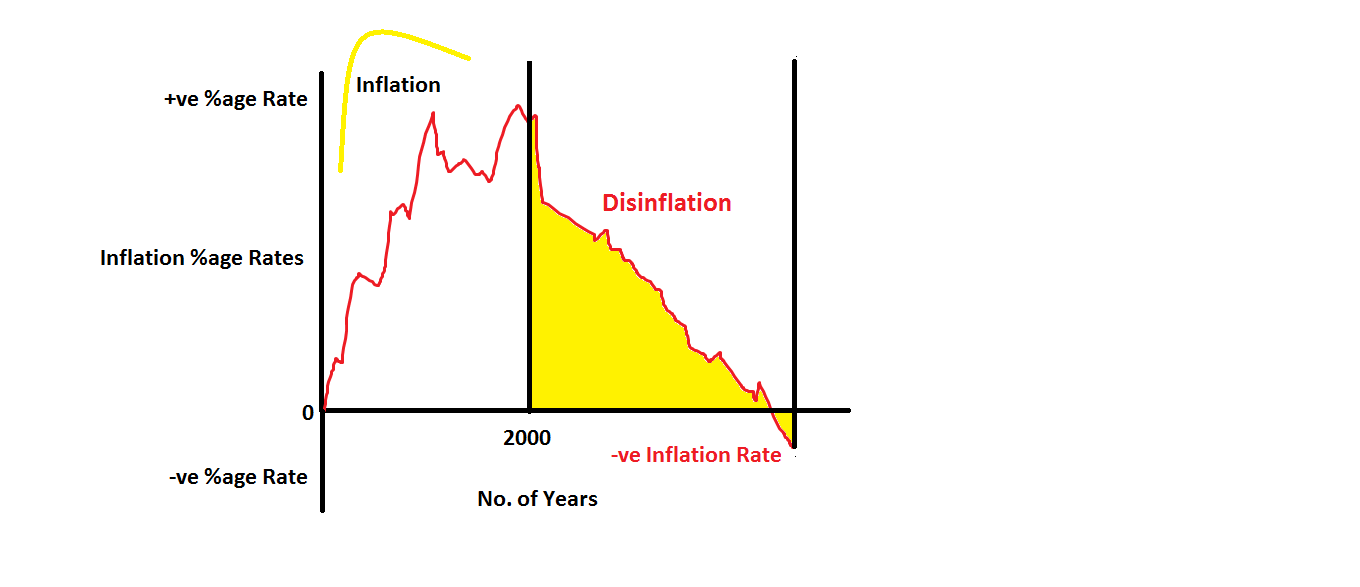

انحسار التضخم أو إزالة التضخم أو تخفيض معدل التضخم (بالإنجليزية: Disinflation)‏، هو تباطؤ في معدل الزيادة في التضخم على مستوى الأسعار العام للسلع والخدمات في الناتج القومي الإجمالي للبلد مع مرور الوقت. ويحدث التضخم عندما تتباطأ الزيادة في مستوى أسعار المستهلك عن الفترة السابقة عندما كانت الأسعار في ارتفاع.

## الأسباب
هناك إجماع واسع النطاق بين علماء الاقتصاد على أنَّ التضخم ناجم عن زيادة معروض الأموال المتاحة للاستخدام في اقتصاد الدولة. يمكن أن يحدث التضخم أيضًا عندما ينشط الاقتصاد بسبب زيادة الطلب الكلي (وهذا ما يسمى تضخم سحب الطلب). وأسباب تخفيض التضخم هي العكس، إما انخفاض في معدل نمو المعروض النقدي، أو انكماش دورة العمل (الركود). إذا أقرَّ البنك المركزي في الدولة سياسة نقدية أكثر شدّة أي أن تبدأ الحكومة في بيع ضماناتها المالية ستتوقف زيادة المعروض النقدي في الاقتصاد. يُعرف هذا التقلص في المعروض النقدي بالتشديد الكمي. تشتد المنافسة بين الشركات على العملاء خلال فترة الركود، وبالتالي لا يستطيع بائعي التجزئة رفع الأسعار لعملائهم. السبب الرئيسي لذلك هو أنه عندما يتبنى البنك المركزي سياسة نقدية مشددة يصبح الحصول على المال مكلفًا، مما يقلل الطلب على السلع والخدمات في الاقتصاد. وعلى الرغم من انخفاض الطلب على السلع، إلا أنَّ المعروض لا يزال دون تغيير. وبالتالي تنخفض الأسعار بمرور الوقت مما يؤدي إلى الانكماش.
يؤدي معدل نمو البطالة الأقل من المعدل الطبيعي للنمو إلى زيادة معدل التضخم. لكن يؤدي معدل نمو البطالة الأعلى من المعدل الطبيعي للنمو إلى انخفاض في معدل التضخم. يحدث ذلك لأنه عندما يكون الناس عاطلين عن العمل لا يملكون الكثير من الأموال لإنفاقها، مما يعني انخفاض عرض النقود في الاقتصاد.

### المثال الياباني على الاقتصاد المنكوب
أفضل مثال على الاقتصاد المنكوب هو اليابان. كان معدل نمو الناتج الياباني في عام 1990 هو 5.2٪، ومعدل البطالة 2.1٪ ومعدل التضخم 2.4٪. ولكن انخفض معدل نمو الناتج المحلي في عام 1992 إلى 1.0٪، وارتفع معدل البطالة إلى 2.2٪ وانخفض معدل التضخم إلى 1.7٪. كان معدل نمو الناتج في عام 2000 هو 2.8٪ ومعدل البطالة 4.7٪ ومعدل التضخم هو -1.6٪.

## التمييز بين خفض التضخم والانكماش
إذا استمر انخفاض التضخم حتى يصل معدل التضخم إلى الصفر، فإن الاقتصاد يدخل في فترة انكماش مع انخفاض الأسعار العامة لجميع السلع والخدمات المنتجة. حدث مثال على ذلك خلال شهر أكتوبر عام 2008، عندما انخفضت أسعار المستهلك الأمريكي (انكماش) بنسبة 1.01٪ ولكن انخفض معدل التضخم السنوي الإجمالي ببساطة من المعدل السنوي البالغ 4.94٪ إلى 3.66٪. لذا تعتبر تلك الفترة مثالا للتمييز بين الانكماش وخفض التضخم على أساس شهري أو أساس سنوي. ارتفعت الأسعار بنسبة 3.66٪ على مدار العام، بينما انخفضت الأسعار على مدار الشهر بنسبة 1.01٪.
خفض التضخم هو انخفاض معدل التضخم. تبقى الأسعار في الارتفاع خلال فترة التضخم لكن بمعدل أقل. يؤدي استمرار ارتفاع المستوى العام للأسعار لكن بمعدل أبطأ إلى انخفاض معدل تدهور القيمة الحقيقية للنقود والأصول النقدية الأخرى.
يعرف الانكماش على أنه انخفاض مستمر في مستوى السعر العام (معدل التضخم السلبي) مما يؤدي إلى زيادة مستمرة في القيمة الحقيقية للنقود والأصول النقدية الأخرى. ترتفع قيمة النقود والأصول النقدية الأخرى طوال فترة الانكماش بعكس نقصان قيمتها طوال فترة التضخم. أي يسبب الانكماش زيادة القيمة الحقيقية للنقود والبنود النقدية الأخرى.